# Krzysztof Bolesta
Krzysztof Andrzej Bolesta (ur. 27 maja 1976 w Lublinie) – polski urzędnik państwowy i unijny, od 2024 sekretarz stanu w Ministerstwie Klimatu i Środowiska.

## Życiorys
Z wykształcenia ekonomista. Kształcił się m.in. w ramach programów wymiany Departamentu Stanu USA i German-American Marshall Fund. Od 2000 do 2004 zatrudniony w Urzędzie Komitetu Integracji Europejskiej, gdzie uczestniczył w negocjacjach akcesyjnych. W latach 2004–2012 i 2020–2023 urzędnik Dyrekcji Generalnej ds. Energii Komisji Europejskiej, doszedł do stanowiska urzędnika mianowanego. Odpowiadał m.in. za wychwytywanie i magazynowanie dwutlenku węgla oraz sprzedaż detaliczną energii. Od 2012 do 2015 członek gabinetu politycznego ministra w Ministerstwie Środowiska, zaś pomiędzy 2016 do 2020 dyrektor ds. badań w redakcji „Polityki Insight”. Zajmował się także publicystyką oraz działalnością lobbingową na rzecz samochodów elektrycznych jako wiceprezes Fundacji Promocji Pojazdów Elektrycznych. Kierował radą nadzorczą Wojewódzkiego Funduszu Ochrony Środowiska i Gospodarki Wodnej w Lublinie. Doradzał polskiej prezydencji w Radzie Unii Europejskiej i prezydentowi Polski podczas GOP19 (szczytu klimatycznego Organizacji Narodów Zjednoczonych).
Zaangażował się w aktywność polityczną w ramach Polski 2050, podejmując działalność w związanym z nią think tanku Strategie 2050 i jako doradca Szymona Hołowni. 2 lutego 2024 został powołany na stanowisko sekretarza stanu w Ministerstwie Klimatu i Środowiska, odpowiedzialnego za elektromobilność, gospodarkę wodorową i fundusze unijne.
Odznaczony Srebrnym Krzyżem Zasługi za zasługi dla umacniania i rozwoju integracji europejskiej (2014).

## Życie prywatne
Syn Andrzeja i Jadwigi. Żonaty z Agatą Staniewską-Bolestą, dyrektor polskiej filii firmy Ørsted.